# Mattia Gavazzi

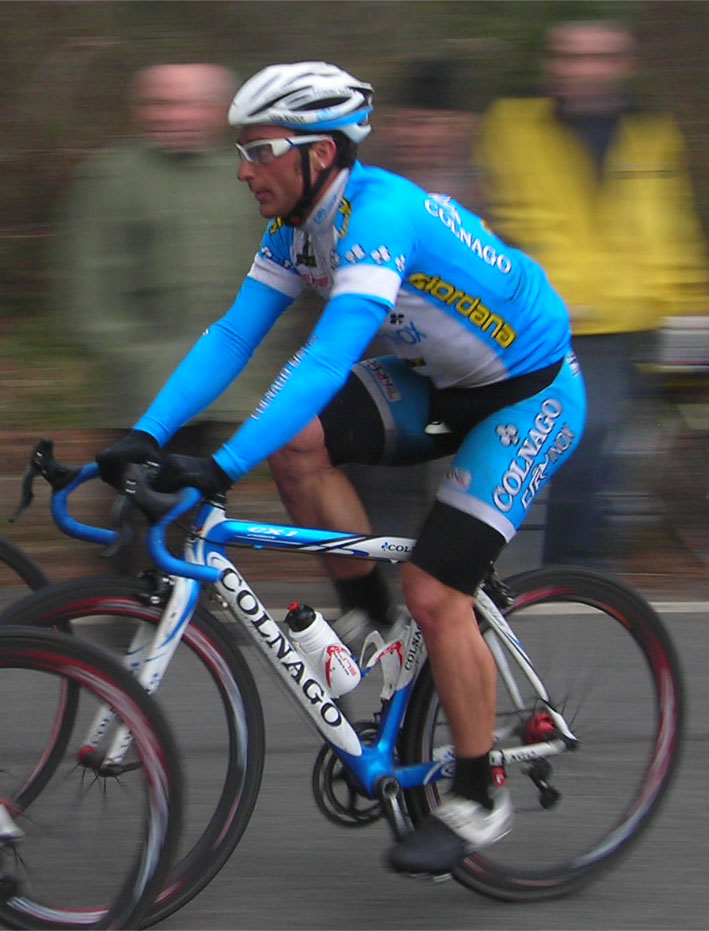
Mattia Gavazzi bei Mailand-San Remo 2010

Mattia Gavazzi (* 14. Juni 1983 in Iseo) ist ein ehemaliger italienischer Radrennfahrer. Gavazzi gilt als starker Sprinter. Er wurde während seiner Karriere mehrfach mit Doping in Verbindung gebracht.

## Leben
Mattia Gavazzi ist der Sohn des Siegers von Mailand-San Remo von 1980 Pierino.
Er gewann 2004 die zehnte Etappe des Nachwuchs-Etappenrennens Giro d’Italia Dilettanti. Er wurde im selben Jahr anlässlich der Trofeo Papá Cervi positiv auf Kokain getestet, 14 Monate gesperrt, und er musste ein Reha-Programm absolvieren.
Nach Ablauf seiner Sperre erhielt er 2006 seinen ersten Vertrag bei einem internationalen Radsportteam, dem italienischen Professional Continental Team L.P.R. Im Verlaufe seiner weiteren Karriere gewann er bei der Elite zahlreiche Abschnitte internationaler Etappenrennen, aber auch 2013 das Eintagesrennen Giro della Toscana und 2015 die Gesamtwertung der Tour of China II.
Seine Karriere wurde 2010 ein weiteres Mal unterbrochen, da er im April 2010 wurde vom italienischen Radsportverband erneut wegen Kokainmissbrauchs vorläufig suspendiert und zunächst als Wiederholungstäter für sechs Jahre gesperrt. Im März 2012 wurde diese Sperre auf 30 Monate reduziert, weil Gavazzi mit der Nationalen Doping-Agentur des Nationalen Olympischen Komitees Italiens (CONI) kooperiert habe.
Im April 2016 wurde bekannt, dass Gavazzi im Sommer 2015 ein weiteres Mal positiv auf Kokain getestet wurde,

## Erfolge
| 2004 - eine Etappe Giro d’Italia Dilettanti 2007 - zwei Etappen Istrian Spring Trophy - drei Etappen Normandie-Rundfahrt - eine Etappe Vuelta a Navarra 2008 - eine Etappe Settimana Ciclistica Lombarda - eine Etappe Giro di Toscana - eine Etappe Circuit de Lorraine - eine Etappe Brixia Tour 2009 - eine Etappe Tour de San Luis - vier Etappen Tour de Langkawi - eine Etappe Settimana Ciclistica Lombarda - drei Etappen Vuelta a Venezuela - zwei Etappen Brixia Tour | 2010 - eine Etappe Settimana Ciclistica Lombarda 2013 - eine Etappe Tour de San Luis - Giro della Toscana - eine Etappe Sibiu Cycling Tour - eine Etappe Vuelta a Venezuela 2014 - zwei Etappen Tour of Qinghai Lake - eine Etappe Tour of China I - eine Etappe Tour of China II - eine Etappe Tour of Fuzhou 2015 - eine Etappe Vuelta Mexico - eine Etappe Tour of Estonia - vier Etappen Tour of Qinghai Lake - Gesamtwertung und drei Etappen Tour of China II - zwei Etappen Tour of Fuzhou |

## Teams
- 2006: Team L.P.R. (bis 7. Juni)
- 2006: Amore & Vita-McDonald’s (ab 8. Juni)
- 2007: Kio Ene-Tonazzi-DMT
- 2008: Preti Mangimi
- 2009: Serramenti PVC Diquigiovanni-Androni Giocattoli
- 2010: Colnago-CSF Inox

- 2013: Androni Giocattoli-Venezuela
- 2014: Christina Watches-Kuma (bis 20. Juni)
- 2014 (ab 21. Juni)-2016: Amore & Vita-Selle SMP